# Emil Portisch (újságíró, 1887–1985)
Emil Portisch (Dörfles, 1887. február 9. – Sankt Pölten, 1985. szeptember 18.) csehszlovákiai német, majd osztrák újságíró.

## Élete
Sankt Pöltenből származott. Felesége Hedi volt. Az első világháborús hadifogság után Pozsonyban telepedett le és házasodott meg.
A Niederösterreichische Nachrichten főszerkesztője. 1924-1929 között a Pressburger Zeitung főszerkesztője. 1930-1935 között a Neues Preßburger Tagblatt, 1936-1939 között pedig a Neue Preßburger Zeitung kiadója. Szlovákia kikiáltása után a zsidó befektetők vagyonát kisajátították, a lap megszűnt és Portisch munka nélkül maradt. Ezután a szlovák hírügynökségnek dolgozott. A házaspár 1945 elején hagyta el Pozsonyt és visszaköltöztek Sankt Pöltenbe. Hugo fiuk továbbtanult, s közvetlenül a szovjet megszállás előtt hagyta el a várost.
Pozsonyról adott ki kétkötetes monográfiát a két világháború között. A kötet 1809-es francia ostromot és megszállást feldolgozó részéhez is a Pressburger Zeitung odavágó számai szolgáltak jó forrásul. Az Országos Keresztényszocialista Párt német osztályának titkára volt. Arad Gideon szerint később a nemzetiszocializmus híve lett.
Fiai voltak ifj. Emil Portisch (1921-?) újságíró és Hugo Portisch (1927–2021) osztrák újságíró. 2010-ben kiállítás (Die Preßburger Zeitung. Karl Gottlieb Windisch und Emil Portisch: Zwei prägende Persönlichkeiten in der deutschsprachigen Pressegeschichte) emlékezett meg az ő munkásságáról is.

## Elismerései és emléke
- 1937 Endlicher-féle tudományos díj[12]
- Emil Portisch-Gasse[13]

## Művei
- 1933 Die Geschichte der Stadt Pressburg I-II